# Sylwester Czereszewski
Sylwester Czereszewski (né le 4 octobre 1971 à Gołdap en Pologne) est un ancien joueur international de football polonais.